# Staf Scheirlinckx

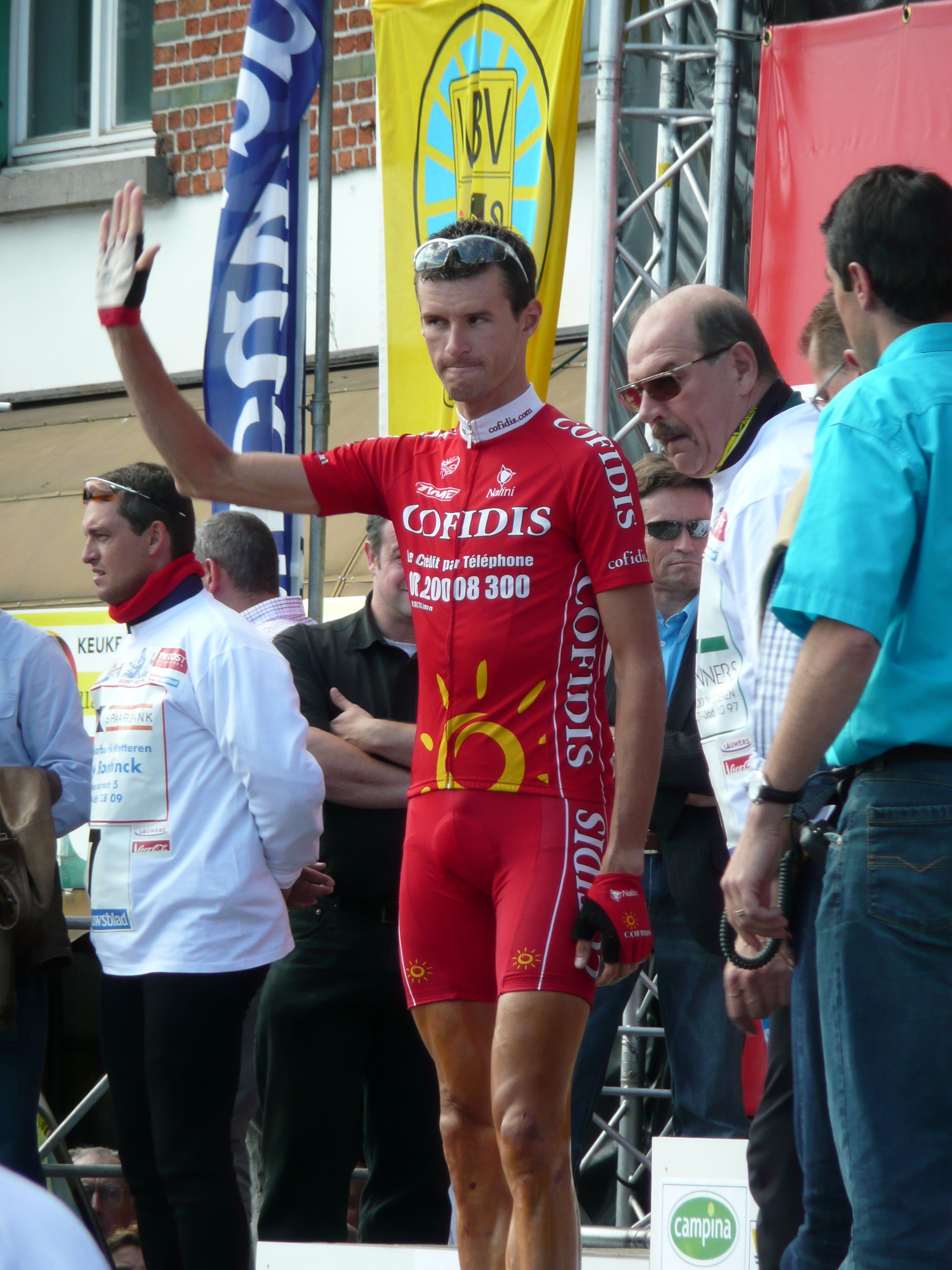
Staf Scheirlinckx beim Dernyfestival in Wetteren 2007

Staf Scheirlinckx (* 12. März 1979 in Zottegem) ist ein ehemaliger belgischer Radrennfahrer.

## Karriere
Scheirlinckx begann seine Profikarriere 2000 bei dem belgischen Radsport-Team Collstrop. 2001 konnte er eine Etappe der Tour de la Somme gewinnen. Bei Paris–Roubaix wurde er 2006 Zehnter, bei der Flandern-Rundfahrt 2011 belegte er den achten Rang. Ende der Saison 2013 beendete er seine Karriere als Berufsradfahrer.
Sein älterer Bruder ist der ehemalige Radrennfahrer Bert Scheirlinckx.

## Erfolge
2001
- eine Etappe Tour de la Somme

## Grand-Tour-Platzierungen
| Grand Tour            | 2005 | 2006 | 2007 | 2008 | 2009 | 2010 | 2011 | 2012 | 2012 |
| --------------------- | ---- | ---- | ---- | ---- | ---- | ---- | ---- | ---- | ---- |
| Giro d’ItaliaGiro     | –    | DNF  | –    | –    | –    | –    | –    | –    | –    |
| Tour de FranceTour    | –    | –    | DNF  | –    | 123  | –    | –    | –    | –    |
| Vuelta a EspañaVuelta | 84   | 86   | –    | –    | –    | –    | –    | –    | –    |

## Teams
- 2000 Collstrop-De Federale Verzekeringen
- 2001 Collstrop-Palmans
- 2002 Palmans-Collstrop
- 2003 Flanders-iTeamNova
- 2004–2008 Cofidis-Le Crédit par Téléphone
- 2009 Silence-Lotto
- 2010 Omega Pharma-Lotto
- 2011 Veranda’s Willems-Accent
- 2012 Accent Jobs-Willems Veranda’s
- 2013 Accent Jobs-Wanty